# Bel-Ami (película de 2012)
Bel-Ami es una película dirigida por Declan Donnellan y Nick Ormerod, protagonizada por Robert Pattinson, Uma Thurman, Kristin Scott Thomas, Christina Ricci y Colm Meaney. Es una adaptación cinematográfica de la novela homónima de Guy de Maupassant.
La película tuvo su estreno mundial durante el 62 Festival Internacional de Cine de Berlín el 17 de febrero de 2012, y fue estrenada en cines el 8 de junio de 2012.

## Sinopsis
Georges Duroy (Robert Pattinson) es un hombre que acaba de cumplir su servicio militar en África y llega a París sin dinero. Protegido por su antiguo compañero Charles Forestier (Philip Glenister), logra entrar como reportero auxiliar en "La vie française", periódico propiedad del Monsieur Rousset (Colm Meany), en el que Forestier ha llegado a jefe, con la ayuda de su esposa Madelaine Forestier (Uma Thurman), una mujer bella e inteligente que escribe por él.
En una cena con los Forestier, Duroy conoce a Clotilde de Marelle (Christina Ricci), que con el tiempo se convierte en su amante, y durante toda la película le demuestra su amor y le brinda ayuda.
Cuando Forestier muere, George se casa con su mujer a pesar de la dudosa conducta de ella. Madelaine "protege" a George igual que hiciera con Forestier, de manera que Duroy acaba por ocupar el puesto que su amigo desempeñaba en el periódico.
Duroy, sin escrúpulos, en busca de beneficios seduce a la mujer del director del periódico, Virginie Rousset (Kristin Scott Thomas) pero pronto se cansa de ella, pues le resulta empalagosa. Sin embargo, nada le impide seducir también a la hija de la pareja, Suzanne Walter (Holliday Grainger), con la que acaba contrayendo matrimonio al divorciarse de Madelaine tras sorprenderla cometiendo adulterio.

## Reparto
- Robert Pattinson: Georges Duroy
- Uma Thurman: Madelaine Forestier
- Kristin Scott Thomas: Virginie Rousset
- Christina Ricci: Clotilde de Marelle
- Holliday Grainger: Suzanne Rousset
- Philip Glenister: Charles Forestier
- Colm Meany: Monsieur Rousset